# كمارية
تاكماريت أو الكمَّارية، هي جبنة ماعز جزائرية تقليدية أصلها من غرداية ونعامة.

## الوصف
هو عبارة عن جبن أبيض مخلوط باللبن. تصنعه النساء باستخدام الطرق التقليدية. لا يحتوي على ملح وله ملمس ناعم.

## التذوق
تاكمارايت هو جبن احتفالي يُقدم في الاحتفالات والمناسبات العائلية، وهو أيضًا علامة ترحيب بالضيوف، حيث يُقدم مع شاي النعناع والفول السوداني، وليس مع الخبز أبدًا.